# Erich Friedländer
Erich Friedländer (* 13. Mai 1901 in Frankfurt am Main; † 4. November 1997 in Bern) war ein deutsch-amerikanischer Chemiker.
Der Sohn des 1929 verstorbenen Sanitätsrats Julius Friedländer absolvierte das Goethe-Gymnasium in Frankfurt am Main.  Im Sommersemester 1920 nahm Erich Friedländer ein Studium der Chemie und Nationalökonomie an der Universität Frankfurt auf.  Nachdem er 1922 sein Studium aus wirtschaftlichen Gründen hatte abbrechen müssen, arbeitete er zunächst in einer Bank  und schließlich in der Betriebsleitung einer Schuhfabrik in Frankfurt. 1927 setzte er sein Studium fort, das er 1928 abschloss. Er promovierte 1930 bei Alfred Magnus und Erich Heymann „Über Dispersitätsgrad der Lösungen von Cadmium und Cadmiumchlorid (‚Pyrosole‘)“.
1930 nahm Friedlaender eine Stelle am Kaiser-Wilhelm-Institut für physikalische Chemie und Elektrochemie an. Nach dem Erlass des Gesetzes zur Wiederherstellung des Berufsbeamtentums schied er als Jude im April 1933 aus dem Institut aus.
Friedländer ging zunächst nach Paris, wo er im Institut von Jean Perrin an der Sorbonne arbeitete. Dann ging er in die Schweiz, wo er von 1934 bis 1936 bei der Firma Aristopharm in Basel und von 1936 bis 1940 bei Hoffmann-La Roche tätig war. Er emigrierte 1940 in die USA, wo er ebenfalls in der pharmazeutischen Industrie Anstellung fand.
Friedländer änderte seinen Namen in Eric Charles Flint. Näheres über den Zeitpunkt des Namenswechsels oder den weiteren Lebensweg Friedländers ist jedoch nicht bekannt.

## Schriften
- Über den Dispersitätsgrad der Lösungen von Cadmium in Cadmiumchlorid („Pyrosole“). In: Zeitschrift für physikalische Chemie, Abt. A, Bd. 148 (1930), S. 177–194; auch Separatdruck, Akad. Verlagsges., Leipzig 1930.